# إلفيرا ريوس
إلفيرا ريوس (بالإسبانية: Elvira Ríos)‏ هي مغنية وممثلة مكسيكية، ولدت في 16 نوفمبر 1913 بمدينة مكسيكو في المكسيك، وتوفيت بنفس المكان في 13 يناير 1987 بسبب قصور كلوي.

## أعمال

### أفلام
- (1939) عربة الجياد

## وصلات خارجية
- إلفيرا ريوس على موقع IMDb (الإنجليزية)
- إلفيرا ريوس على موقع أول موفي (الإنجليزية)
- إلفيرا ريوس على موقع قاعدة بيانات الأفلام السويدية (السويدية)
- إلفيرا ريوس على موقع قاعدة بيانات الفيلم (الإنجليزية)